# 나봄문화
나봄문화는 자살방지를 비롯해 문화예술 재능기부, 소외된 아동청소년 돌보기, 한부모·다문화가정 돕기 등 사회통합을 위한 나눔과 돌봄을 실천을 목적으로 2009년 5월 21일 설립된 대한민국 문화체육관광부 소관의 사단법인이다. 사무실은 서울특별시 중구 남대문로 30 10층에 있다.

## 주요 사업
SNS자살방지시민연대
SNS자살방지 APP개발(비개인 BEGAIN), 시범사업 예정
자살방지 SNS상담서비스
자살방지 희망 도전 프로젝트
자살방지 및 생명존중 행사(캠페인, 콘서트, 경연대회 등)
나눔과 돌봄 문화 관련 정신문화 운동, 교육․문화․방송․콘텐츠 사업
소외된 계층에 나눔과 돌봄 문화 확산 및 후원사업
소외된 아동, 청소년, 다문화 희망 프로젝트
미혼모(자) 등 한부모 원스톱 지원
재능 기부를 통한 일반 국민 기부문화 및 사회적 기업문화 확산 운동
언론, 방송사와 “나눔 캠페인”
재능/지식기부 문화 확산
문화 예술 지원 활동을 통한 재능 나눔
자활노력시민 지원
노숙시민, 일용직근로자, 용산쪽방촌시민 대상 아침식사, 간식, 필요물품 제공 (주관: 상동감리교회 사회봉사부 사랑나눔국)
노숙시민의 집(들무새공동체 후원)
- 나봄문화 홈페이지 보관됨 2020-10-24 - 웨이백 머신
- SNS자살방지시민연대 홈페이지